# Phân họ Hoa thời chung
Phân họ Hoa thời chung hay phân họ Đông hầu (danh pháp khoa học: Turneroideae) là một phân họ thực vật hạt kín (đồng nghĩa Piriquetaceae Martynov, Turneraceae Kunth ex DC.) bao gồm khoảng 205 loài phân bố trong 10 chi.
Hệ thống Cronquist năm 1981 đặt họ Turneraceae trong bộ Violales, nhưng trong các hệ thống phân loại của Angiosperm Phylogeny Group thì cho dù ở cấp bậc họ hay phân họ, nó đều thuộc về bộ Malpighiales. Trong hệ thống APG II năm 2003 nó là một trong hai họ tùy chọn tách ra từ họ Passifloraceae (họ tùy chọn kia là Malesherbiaceae), nhưng điều này không còn được chấp nhận trong hệ thống APG III năm 2009. Hiện tại, nó được APG III coi là phân họ Turneroideae của họ Passifloraceae.
Phần lớn các loài trong phân họ Turneroideae là cây bụi sống tại khu vực nhiệt đới và cận nhiệt đới, với một ít loài là cây gỗ. Khoảng 60% số loài (122 loài) trong phân họ thuộc về chi Turnera, và khoảng 21% số loài (44 loài) thuộc về chi Piriqueta.
Tại Việt Nam chỉ có một loài duy nhất là đông hầu (Turnera ulmifolia), nguyên sản ở Mexico và Tây Ấn, được nhập vào trồng làm cây cảnh.

## Hình ảnh

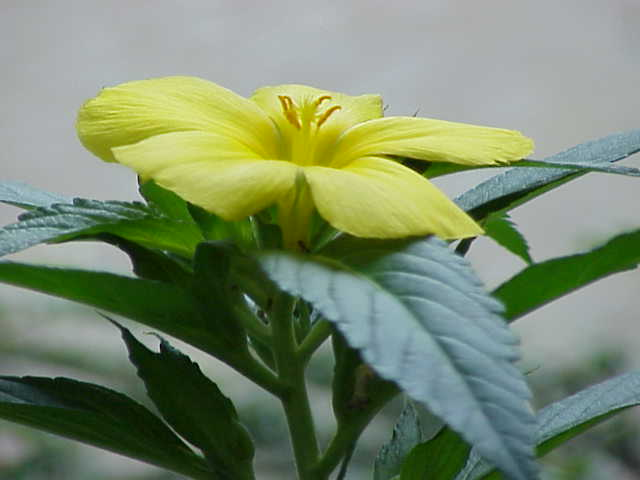